# Jaume Vallcorba i Plana
Jaume (o Santiago) Vallcorba i Plana (Tarragona, 21 de novembre del 1949 - Barcelona, 23 d'agost del 2014) fou un filòleg i editor català.

## Biografia
Nascut a Tarragona el 1949, estudià Filosofia i Lletres a la Universitat Autònoma de Barcelona i es doctorà a la Universitat de Barcelona amb una tesi sobre Josep Maria Junoy i les primeres avantguardes europees. Fou professor de literatura de la Universitat de Bordeus, l'Estudi General de Lleida (germen de l'actual Universitat de Lleida), la Universitat de Barcelona i la Universitat Pompeu Fabra. Va deixar l'ensenyament universitari el 2004.
A final de la dècada dels 1960 formà part del Grup de Folk. Creà el taller de disseny i serigrafia Aiguadevidre i col·laborà breument amb Edicions 62. Fruit de la col·lecció Quaderns Crema que va impulsar amb l'editorial d'Antoni Bosch, el 1979 fundà la seva pròpia editorial, Quaderns Crema, que precediria Acantilado (1999). Editorialment, va donar a conèixer la generació d'escriptors catalans recents, entre els quals es troben Quim Monzó, Sergi Pàmies, Francesc Serés o Empar Moliner, i també Ferran Torrent i Gabriel Galmés. En castellà, al seu catàleg conviuen grans clàssics del passat, que ha ajudat a redescobrir en noves edicions —Chateaubriand, James Boswell, Montaigne—, amb un bon nombre d'autors europeus, des de Pessoa a Imre Kertész, Stefan Zweig o Joseph Roth. Va descobrir per al públic espanyol un bon nombre d'autors contemporanis centreeuropeus, així com nous autors en llengua castellana.
Va ser acadèmic numerari de la Reial Acadèmia de Doctors de Catalunya. Fou un estudiós de l'estètica i la literatura medievals i de l'avantguarda. La seva major aportació al món de les lletres, com a estudiós, va ser la nova perspectiva que donà a la visió de les avantguardes literàries de principis del segle xx. Va publicar diversos estudis sobre estètica i literatura, com Lectura de la Chanson de Roland, De la primavera al Paradís o la seva edició crítica de l'Obra poètica de Josep Maria Junoy. S'ocupà, per encàrrec directe del poeta, de l'edició de l'obra poètica de J.V. Foix, i fou considerat deixeble de Martí de Riquer. Dominava el català, castellà, francès, anglès, alemany, portuguès i italià. Era fill de Jaume Vallcorba i Rocosa.
El 2014 rebé el Premi Nacional de Cultura en reconeixement de la seva trajectòria. Morí a Barcelona el 23 d'agost de 2014 a causa d'un tumor cerebral que li va ser detectat la primavera anterior. Fou incinerat i les cendres sebollides al Cementiri de Montjuïc.

## Activitat editorial
Jaume Vallcorba fou un dels puntals de l'edició independent catalana. L'editorial Quaderns Crema fou fundada a Barcelona, on té la seu, l'any 1979 per Jaume Vallcorba. La línia editorial combina prosa i poesia, autors catalans i estrangers, amb una especial atenció als clàssics (per exemple, Honoré de Balzac, Dante, Edgar Allan Poe, Fernando Pessoa o Lev Tolstoi) que calia incorporar a la literatura catalana. Molts autors han destacat la cura de Vallcorba pel disseny i l'acabat dels llibres que editava. El 1999 fundà Editorial Acantilado, de llibres en castellà, que pretén ser la contrapart de Quaderns Crema, que és en català.

## Obres escollides

### Assaig
- 1984 - J. M. Junoy, Obra poètica, (Quaderns Crema, 1984. Acantilado, 2010)
- 1994 - Noucentisme, mediterraneisme i classicisme. Apunts per a la història d'una estètica,[2] Quaderns Crema, Avui en apèndix a Obra completa de J.-M. Junoy (Acantilado, 2010)
- 1986 - Lectura de la Chanson de Roland. Presentació de Martí de Riquer.[2] Acantilado, 2010
- 1995 - Edició de Llicó de tedi en el parc, d'Eugeni d'Ors (Quaderns Crema)
- 1995 - Las vanguardias europeas: cubismo, futurismo y nunismo
- 1996 - Pintors i poetes cubistes i futuristes: una teoria de la primera avantguarda
- 1997 - J. V. Foix, edició de la seva poesia
- 2002 - J. V. Foix, investigador en poesia, (Omega)
- 2005 - Àlbum Manolo Hugué (en col·laboració amb Artur Ramon)
- 2005 - Son nou de flors els rams li renc
- 2013 - De la primavera al Paraíso: El amor, de los trovadores a Dante (Acantilado)

### Poesia
- 1974 - Onades i Estels
- 1976 - A l'hivern, preus especials
- 1981 - Postals

## Premis i reconeixements
Va rebre diversos premis i condecoracions:
- 2001 - Medalla d'Or del FAD
- 2002 - Premio Nacional a la Mejor Labor Editorial concedit pel Ministerio de Cultura[8]
- 2004 - Medalla d'Or al mèrit cultural de l'Ajuntament de Barcelona
- 2005 - Gran Orde al Mèrit Cultural concedit per la República de Polònia
- 2010 - Reconeixement al Mèrit Editorial de la Fira Internacional del Llibre de Guadalajara
- 2014 - Premi Nacional de Cultura[9]